# Pitchaya Sudbanthad
 (décembre 2021).
La mise en forme du texte ne suit pas les recommandations de Wikipédia : il faut le « wikifier ».
Les points d'amélioration suivants sont les cas les plus fréquents :
- Les titres sont pré-formatés par le logiciel. Ils ne sont ni en capitales, ni en gras.
- Le texte ne doit pas être écrit en capitales (les noms de famille non plus), ni en gras, ni en italique, ni en « petit »…
- Le gras n'est utilisé que pour surligner le titre de l'article dans l'introduction, une seule fois.
- L'italique est rarement utilisé : mots en langue étrangère, titres d'œuvres, noms de bateaux, etc.
- Les citations ne sont pas en italique mais en corps de texte normal. Elles sont entourées par des guillemets français : « et ».
- Les listes à puces sont à éviter, des paragraphes rédigés étant largement préférés. Les tableaux sont à réserver à la présentation de données structurées (résultats, etc.).
- Les appels de note de bas de page (petits chiffres en exposant, introduits par l'outil «  Source ») sont à placer entre la fin de phrase et le point final[comme ça].
- Les liens internes (vers d'autres articles de Wikipédia) sont à choisir avec parcimonie. Créez des liens vers des articles approfondissant le sujet. Les termes génériques sans rapport avec le sujet sont à éviter, ainsi que les répétitions de liens vers un même terme.
- Les liens externes sont à placer uniquement dans une section « Liens externes », à la fin de l'article. Ces liens sont à choisir avec parcimonie suivant les règles définies. Si un lien sert de source à l'article, son insertion dans le texte est à faire par les notes de bas de page.
- La présentation des références doit suivre les conventions bibliographiques. Il est recommandé d'utiliser les modèles {{Ouvrage}}, {{Chapitre}}, {{Article}}, {{Lien web}} et/ou {{Bibliographie}}. Le mode d'édition visuel peut mettre en forme automatiquement les références.
- Insérer une infobox (cadre d'informations à droite) n'est pas obligatoire pour parachever la mise en page.

Pour une aide détaillée, merci de consulter Aide:Wikification.
Si vous pensez que ces points ont été résolus, vous pouvez retirer ce bandeau et améliorer la mise en forme d'un autre article.
Œuvres principales
- Bangkok Déluge

Pitchaya Sudbanthad (thaï : พิชญ สุดบรรทัด), né en 1976 à Bangkok, est un écrivain romancier et essayiste thaïlandais. C'est un des quelques écrivains thaïlandais, avec Pira Sudham, S.P. Somtow et Rattawut Lapcharoensap, dont l’œuvre originale est écrite en anglais et non en thaïlandais. Son premier roman Bangkok Déluge (Bangkok Wakes to Rain ; litt. Bangkok se réveille sous la pluie) est sélectionné comme livre remarquable de l'année 2019 par le New York Times et le Washington Post.

## Biographie
Pitchaya Sudbanthad est né à Bangkok en 1976 puis il a grandi en Thaïlande, Arabie saoudite et Amérique du Sud. En 2021, il vit à Brooklyn et à Bangkok.

## Œuvres

### Essais
Pitchaya Sudbanthad publie dans un premier temps de nombreux courts textes dans le Web'zine indépendant The Morning News (en) (TMN) : 
- New York New York : Motherless Stadium, février 2004 ; Cloak and Daggers, juin 2004 ; Your Books and Neighbors, janvier 2005 ; Bus Bus Riddim, juin 2010
- Autres : Swimming, mars 2004 ; The Brooklyn Pigeons Wars, août 2004 ; No Yellow Jersey Here, juillet 2005 ; Do Right Man, septembre 2005 [3],[4] ; A Walk in the Park : New-York Part 1, septembre 2006 ; Consuming Obama, novembre 2006 ; Bangkok Anew, décembre 2008 ; Pieces of the World, septembre 2010
- Under the thai umbrella (texte et recette de cuisine) : Kluay Buat Chee, janvier 2013 ; Pad Thai, février 2013 ; Ja Mongkut, février 2013 ; Of North and South, mars 2013 ; Panang Curry Lasagna, avril 2014[5]

Il a écrit en 2019 et 2020 sur le website Literary Hub :
- The Astronomical Cost of Clean Air in Bangkok, février 2019[6]

- Letter From Brooklyn : Finding Justice in the Streets, juin 2020[7]

### Roman
- Bangkok Déluge, Payot et Rivages, 2021 ((en) Bangkok Wakes to Rain, Riverhead Books, 2019), trad. Bernard Turtle, 420 p.  (ISBN 978-2-7436-5368-2)Dans ce texte de science-fiction où Bangkok est en proie aux inondations, Pitchaya Sudbanthad mêle des événements passés comme le massacre de l'université Thammasat[8], présents comme les inondations de Bangkok en 2011 et futurs[9],[10].